# حركة التحرير الوطني الأحوازي
حركة التحرير الوطني الأحوازي هي حركة أو منظمة انفصالية قومية عربية هدفها إقامة دولة مستقلة تسمى الأهواز في إيران.

## وصلة خارجية
- الموقع الرسمي للحركة